# Onthophagus troniceki
Onthophagus troniceki là một loài bọ cánh cứng trong họ Bọ hung (Scarabaeidae).